# Hans Bernhard Kaufmann

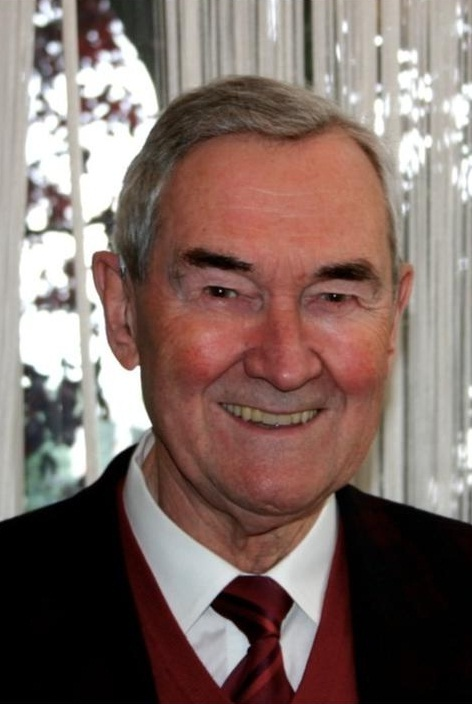
Hans Bernhard Kaufmann, 2007

Hans Bernhard Kaufmann (* 12. Dezember 1926 in Breslau, Schlesien; † 8. Januar 2022 in Münster) war ein deutscher Religionspädagoge, Professor und Autor.

## Leben
Hans Bernhard Kaufmanns Leben und Werk waren geprägt von den Erfahrungen, die er in seiner Jugend im Nazi-Deutschland machte und die er als „Schlüssel zum Verständnis meines Weges in die Religionspädagogik“ bezeichnete. 1954 wurde er an der Universität Kiel mit einer Arbeit über Grundfragen der Erziehung bei Luther bei Fritz Blättner promoviert. Auf das erste Staatsexamen 1954 und die Tätigkeit als Referendar und Studienassessor in Deutsch, Evangelische Religion und Philosophie, folgte 1956 das Erste Theologische Examen vor dem Landeskirchenamt in Kiel. Von 1955 bis 1959 war Kaufmann als evangelischer Religions-, Deutsch- und später als Philosophielehrer an einem Gymnasium in St. Peter-Ording und in Kiel tätig.

## Lehre
Von 1964 bis 1966 war Hans Bernhard Kaufmann Professor für Pädagogik an der Pädagogischen Hochschule Kiel. Von 1966 bis 1972 leitete er das Religionspädagogische Institut Loccum der Evangelisch-lutherischen Landeskirche Hannovers. Hier war er gemeinsam mit einem Kollegium für die pädagogische Ausbildung der zukünftigen Pfarrer und religionspädagogische Fortbildung niedersächsischer Religionslehrer verantwortlich. Sein Vortrag 1966 "Muß die Bibel im Mittelpunkt des Religionsunterrichts stehen?" führte zur Gründung des thematisch-problemorientierten Religionsunterrichts. Die Thesen wurden zunächst als Position eines Außenseiters gesehen und lösten Kritik aus, weil er vor allem als Didaktiker und nicht als Theologe argumentiere. Mit ihnen leistete er einen Beitrag zur Ausrichtung und fachliche Diskussion der Theorie und Praxis religiöser Bildung und Erziehung in der Schule.
Von 1972 bis 1989 war er Direktor am Comenius-Institut in Münster. Hier initiierte er Forschungsvorhaben, etwa für den elementarpädagogischen Bereich und die Gemeindepädagogik. Ab 1982 war Kaufmann im Gründer- und Trägerkreis der Christlichen Initiative Brennpunkt Erziehung.
Kaufmann war Honorarprofessor an der Evangelisch-Theologischen Fakultät der Westfälischen Wilhelms-Universität in Münster. Er starb im Januar 2022.

## Schriften (Auswahl)
- (2011). Was gibt unserem Leben Hoffnung? In: H. Rupp (Hrsg.): Lebensweg, religiöse Erziehung und Bildung. Religionspädagogik als Autobiographie. Band 4, Königshausen & Neumann, Würzburg, S. 197–226.
- (2008). Die Aktualität der frühen Arbeiten zum thematisch-problemorientierten Religionsunterricht. IKS Garamond, Jena, ISBN 978-3-938203-62-0.
- (1996). Pädagogik unterwegs zur Normalität: Zuversichtlich leben und erziehen. Neukirchener, Neukirchen-Vluyn, ISBN 3-7887-1556-1.
- (Hrsg.) (1995). Gerhard Bohne: Erziehung ohne Gott? Aussaat-Verlag, Neukirchen-Vluyn, ISBN 3-7615-1067-5.
- (Hrsg.). (1992). Kindergarten – wohin? Erfahrungen – Denkanstöße – Orientierungshilfen.Aussaat-Verlag, Neukirchen-Vluyn, ISBN 3-7615-2495-1.
- (1987). Am Scheitern Leben und Glauben Lernen. Schriftenmissions-Verlag, Neukirchen-Vluyn, ISBN 3-7958-2385-4.
- (Hrsg.). (1983). Du musst dein Leben selber leben – trau dich! Brockhaus, Wuppertal, ISBN 3-417-22020-3.
- (Hrsg.). (1973). Streit um den problemorientierten Unterricht in Schule und Kirche. Diesterweg, Frankfurt am Main, ISBN 3-425-07713-9.
- (1973). Neue Modelle in der Erprobung: Problemskizzen, Berichte, Dokumente. Comenius-Institut, Münster/Westfalen.
- (1973). Muss die Bibel im Mittelpunkt des Religionsunterrichts stehen? Thesen zur Diskussion um eine zeitgemäße Didaktik des Religionsunterrichts. In H.B. Kaufmann (Hrsg.): Streit um den problemorientierten Unterricht in Schule und Kirche. Diesterweg, Frankfurt a. M., ISBN 3-425-07713-9.
- Zum thematischen Religionsunterricht. In: Klaus Wegenast u. Heinz Grosch (Hrsg.), Religionsunterricht unterwegs. Hamburg 1970, S. 39ff.
- (1965). Der Mensch im Bann des Vorurteils: eine anthropologisch-theologische Untersuchung. Brockhaus, Wuppertal.
- (1954). Grundfragen der Erziehung bei Luther. (unveröff. Dissertation)